# Louis Pfenninger
Louis Pfenninger (Bülach, 11 gennaio 1944) è un ex ciclista su strada e pistard svizzero, professionista dal 1963 al 1975 e vincitore del Giro di Svizzera nel 1968 e nel 1972.

## Palmarès

### Strada
- 1966

Tour du Canton de Genève
- 1968

Classifica generale Giro di Svizzera
- 1969

Nordwest-Schweizer-Rundfahrt
- 1970

Campionati svizzeri, Prova a cronometro
- 1971

4ª tappa Giro di Svizzera (Vaz/Obervaz > Lenzerheide)
10ª tappa Giro di Svizzera (Olten, cronometro)
Campionati svizzeri, Prova in linea
- 1972

Classifica generale Giro di Svizzera

#### Altri successi
- 1974

Grand Prix de Lancy (criterium)

### Pista
- 1968

Sei giorni di Montréal (con Fritz Pfenninger)
- 1971

Sei giorni di Zurigo (con Klaus Bugdahl e Dieter Kemper)

## Piazzamenti

### Grandi Giri
- Giro d'Italia

1968: 14º
1970: 52
1971: 41º
1972: 19º
1973: 49º
1974: 32º
1975: 19º
- Tour de France

1967: 70º

### Classiche monumento
- Milano-Sanremo

1967: 17º
1968: 68º
1972: 42º
- Parigi-Roubaix

1969: 34º
- Giro di Lombardia

1970: 21º

### Competizioni mondiali
- Campionati del mondo su strada

Sallanches 1964 - Cronosquadre: 15º
Nürburgring 1966 - In linea: ritirato
Heerlen 1967 - In linea: ritirato
Imola 1968 - In linea: 19º
Leicester 1970 - In linea: 35º
Mendrisio 1971 - In linea: 27º
Gap 1972 - In linea: 27º
- Giochi olimpici

Tokyo 1964 - Cronosquadre: 16º
Tokyo 1964 - In linea: 39º